# Elecciones legislativas de Ecuador de 1891
Las elecciones legislativas de Ecuador de 1891 se celebraron ese año para renovar la Cámara de Diputados y del Senado de Ecuador. Se eligieron 64 legisladores, necesitando 33 votos para mayoría del Congreso en pleno. 
Acorde a la normativa de la época, los legisladores eran electos por nominación libre de los electores, sin auspicio partidista o limitaciones por provincia, por lo que en ocasiones un legislador era electo por varias provincias o para ambas cámaras. 

## Senadores
29 Senadores, 15 votos para mayoría de la Cámara del Senado.
| Provincia  | Senador                      |
| ---------- | ---------------------------- |
| Carchi     | Antonio R. Grijalva          |
| Imbabura   | Francisco Ignacio Salazar    |
| Pichincha  | Federico González Suárez     |
| León       | José Alvarez                 |
| Tungurahua | Francisco J. Montalvo        |
| Chimborazo | Teofilo Saenz                |
| Bolívar    | Luis Cordero Crespo          |
| Cañar      | Rafael de la Paz Bayas       |
| Azuay      | Luis Cordero Crespo          |
| Loja       | Daniel J. Ojeda              |
| Loja       | Miguel Castillo              |
| El Oro     | Carlos J. Córdova            |
| El Oro     | Serafín Romero               |
| Guayas     | Carlos Matheus               |
| Los Ríos   | Antonio D. Icaza             |
| Manabí     | Agustín Guerrero Lizarzaburu |
| Esmeraldas | Adolfo Páez                  |

## Diputados
35 diputados, 18 votos para mayoría de la Cámara de Diputados.
| Provincia  | Diputado                   |
| ---------- | -------------------------- |
| Carchi     | Rafael Villavicencio P.    |
| Imbabura   | José Nicolás Vacas         |
| Imbabura   | Rafael Peñaherrera Espinel |
| Pichincha  | Ramón Acevedo              |
| Pichincha  | Manuel A. Espinosa         |
| Pichincha  | Manuel M. Salazar          |
| Pichincha  | José Nicolás Campuzano     |
| Pichincha  | Aparicio Rivadeneira       |
| Pichincha  | Pablo Chiriboga            |
| León       | Alejandro Maldonado        |
| León       | Manuel Escudero            |
| León       | José Rafael Quevedo        |
| Tungurahua | Ricardo Martínez           |
| Tungurahua | Aurelio Moscoso            |
| Tungurahua | Alcibiades Cisneros G.     |
| Chimborazo | Virgilio Chiriboga         |
| Chimborazo | Alejandro Pareja C.        |
| Chimborazo | Julio Antonio Vela         |
| Bolívar    | Alfaro del Pozo            |
| Cañar      | Gonzalo S. Córdova         |
| Cañar      | Aparicio Terán             |
| Azuay      | Javier Landívar            |
| Azuay      | Benigno Malo               |
| Azuay      | Santiago Carrasco          |
| Azuay      | Miguel Moreno              |
| Loja       | Filoteo Samaniego          |
| Loja       | Miguel Jimenez             |
| El Oro     | Juan José Castro           |
| El Oro     | Francisco de Paula Arias   |
| Guayas     | José María Santistevan     |
| Guayas     | Carlos Carbo Viteri        |
| Guayas     | Aurelio Noboa              |
| Los Ríos   | Pedro L. Vallejo           |
| Manabí     | Amadeo Tobar               |
| Manabí     | Pedro J. Córdova           |
| Esmeraldas | Jose Maria Tello Ripalda   |

Fuente: